# آب‌انبار طالب
آب‌انبار طالب مربوط به دوره قاجار است و در اردکان، تقاطع بلوار آیت‌الله خامنه‌ای، خیابان آیت‌الله فکور واقع شده و این اثر در تاریخ ۲۲ مرداد ۱۳۸۴ با شمارهٔ ثبت ۱۳۰۱۹ به‌عنوان یکی از آثار ملی ایران به ثبت رسیده است.